# Cidadap (Curugbitung)
Cidadap is een bestuurslaag in het regentschap Lebak van de provincie Banten, Indonesië. Cidadap telt 2896 inwoners (volkstelling 2010).